# Поляниново (Смоленская область)
Поляниново — упразднённая деревня в Гагаринском районе Смоленской области России. До упразднения уездно-губернского деления (1929) входило в состав Петропавлово-Глинковской волости Гжатского уезда Смоленской губернии Российской Империи (до 1917), РСФСР.

## География
Располагалась на старой Смоленской дороге у речки Петровка, между деревнями Зубково и Курьяново.

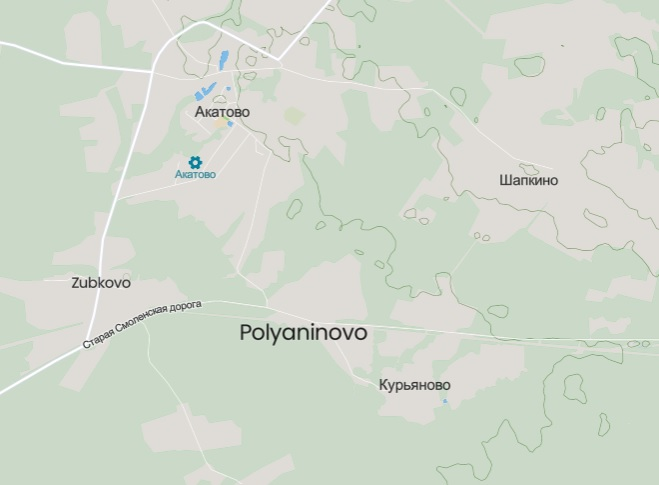
Поляниново (Polyaninovo), между Зубково и Курьяново

## История
В 1770 году сельцом Поляниново и тремя пустошами: Битягиновой, Мишурихой и Вельяминовой владел коллежский асессор Степан Борисович Александров, женатый на Александре Урииловне.
В Поляниново в начале сентября (в конце августа ст. ст.) 1812 года находился штаб генерал-лейтенанта Коновницына, командующего центральным арьергардом Русской армии при её отступлении по старой Смоленской дороге.
В конце XIX века — имение графини де Бертье, опекуном / владельцем имений был отставной гусар, ротмистр Сергей Михайлович Александров.
Здесь в октябре 1941 года в ожесточенном бою стояла на смерть 19-я танковая бригада.

## Инфраструктура
Индивидуальная застройка усадебного типа.

## Достопримечательности
2 июля 2013 года на старой Смоленской дороге в бывшей деревне, ныне урочище Поляниново, в районе деревни Курьяново, был установлен Поклонный крест.
Поклонный крест установлен в память воинам, павшим в Великой Отечественной войне и в Отечественной войне 1812 года.

## Транспорт
Ближайшая остановка общественного транспорта «Поворот на Курьяново».